# やじきた道中記X
やじきた道中記Xは、2003年にミズホが開発し、ユニバーサルエンターテインメントが販売したパチスロ機。ビッグ、レギュラーボーナスのほかATのやじきた祭りを搭載したAタイプである。
新機種の『やじきた道中記乙』が2014年8月4日に販売された。iOSおよびAndroid用のアプリが、App StoreとGoogle Playにて配信されている。

## 概要
弥次喜多珍道中をベースにしたパロディ台。

## ゲームシステム
通常時は、3頭身ほどのやじさん・きたさんが歩いて予告音から小役等に対応したキャラにすれ違う。やじさん・きたさんのドアップが登場すると演出が展開される。
ビッグボーナスは、リプレイはずしは左リールの2連赤7を上段に狙うことではずせる。要目押し小役を取りこぼさないようにすると平均390枚獲得できる。小役は、常時ナビされるが要目押し小役をきちんと狙ったにもかかわらずハズレた場合は強ハズレでビッグボーナス終了後にやじきた祭りに突入する。
ATのやじきた祭りは、通常時14択あるみかんの押し順をナビしてくれる。継続ゲーム数は10、20、30、100Gであるが連荘性もある。1Gあたりの純増枚数の期待値は10枚であり、100G継続で1000枚の獲得が期待できる。

## 登場人物
やじさん
声 - 西嶋陽一
本作の主人公。 本名、弥次郎兵衛（やじろべえ）。
パチスロ内の演出では、やじさんが犬に言われた通りの場所の穴を掘ったり、相撲対決したり、大食い対決したりする。なお、やじさんの決め台詞は「野生の勘じゃあ!!」である。
きたさん
声 - 高木渉
やじさんの相方。本名、喜多 八（きた はち）。
パチスロ内の演出では、きたさんが街中で美女を見つけると小役ナビになる。しかもメガネルーレット演出では通常はビッグ絵柄、レギュラー絵柄、やじきた祭り絵柄が回り両方揃うとそれぞれに突入する。極稀に、ミリオンゴッドの絵柄に変更される事がある。
茜ちゃん
声 - 斎藤千和
本作のヒロイン。本名、怪堂 茜（かいどうあかね）。新機種の『やじきた道中記乙』から登場した。「みこしすたーず」と呼ばれる三姉妹の末っ子で、長女の怪堂 天音（あまね）と次女の怪堂 朱音（あやね）がいる。超やじきたボーナス中には、茜のキャラクターソング『茜色Dream』が流れる。

## 漫画
怪堂茜のトーチャクだもん！ ふろむ やじきた道中記
『WEBヒーローズ』（ヒーローズ）にて2019年11月21日から2021年3月19日までWEBコミックとして連載。『やじきた道中記乙』の登場人物である怪堂茜が現代にタイムスリップして現代のおいしい食べ物を楽しんでいくストーリーとなっている。原案はユニバーサルエンターテインメント。漫画担当はおみなえし。
- 原案：ユニバーサルエンターテインメント、漫画：おみなえし『怪堂茜のトーチャクだもん！ ふろむ やじきた道中記』小学館クリエイティブ〈ヒーローズコミックス〉、全3巻
  1. 2020年2月29日初版発行（同日発売[8]）、ISBN 978-4-86468-695-2
  2. 2020年9月26日初版発行（同日発売[9]）、ISBN 978-4-86468-751-5
  3. 2021年4月28日初版発行（同日発売[10]）、ISBN 978-4-86468-798-0